# النوع 97 تشي-ها
هي دبابة متوسطة تسمى النوع 97 تشي-ها ( باليابانية : 九七式中戦車 チハ ) استخدمت خلال الحرب العالمية الثانية و الحرب اليابانية الصينية الثانية , و تم تصنيعها بشكل واسع , و مدفعها 57 مم مصمم لدعم المشاة .